# ساواش اوزدمیر
ساواش اوزدمیر (به ترکی استانبولی: Savaş Özdemir) (زادهٔ ۸ مه ۱۹۷۰ در استانبول)، بازیگر اهل ترکیه است.

## زندگی و حرفهٔ او
او در سال ۱۹۹۱ از دبیرستان اشرف‌پاشا در ازمیر فارغ‌التحصیل شد و در همان سال موفق به کسب دپارتمان بازیگری از تئاتر کنسرواتوار دولتی در دانشگاه آناتولی شد. پس از فارغ‌التحصیلی از رشته بازیگری تئاتر کنسرواتوار دولتی در در دانشگاه آناتولی، در سال ۱۹۹۷ وارد تئاتر دولتی شد و در نمایش‌های بسیاری به عنوان بازیگر، کارگردان و نویسنده شرکت کرد. او در سریال‌های زیادی حضور داشته است. ساواش اوزدمیر در بین‌ سال‌های ‎۲۰۰۷-۲۰۰۸ در سریال تلویزیونی آشیانه گرگ‌ها: کمین که از شبکه شو تی‌وی پخش شد بازی کرد.
ساواش اوزدمیر در سال ۲۰۱۱ به تئاتر دولتی استانبول منصوب شد.
او «Derya Gülü» نجاتی جومالی را در فصل ‎۲۰۰۷-۲۰۰۸ و «Beyaz» اِمانوئل ماری را در فصل ‎۲۰۱۱-۲۰۱۲ در تئاتر دولتی آدانا کارگردانی کرد.
او در سریال راهزنان در دنیا حکومت نمی‌کنند که از سال ۲۰۱۵ از شبکه Atv شروع شد، نقش تیپی را بازی کرد و در سال ۲۰۲۱ نقشش پایان یافت. او همزمان در سال ۲۰۱۹ در فیلم مبادا رئیس بشنوه که  همان عوامل سریال راهزنان آن را ساختند ایفای نقش کرد.   

## فیلم‌شناسی
| سریال ها  | سریال ها                                                                          | سریال ها          | سریال ها            |
| سال       | نام                                                                               | نقش               | قسمت‌ها              |
| --------- | --------------------------------------------------------------------------------- | ----------------- | ------------------- |
| ۱۹۹۳      | Süper Baba سوپر بابا                                                              | -                 | -                   |
| ۱۹۹۷      | Yasemince                                                                         | -                 | -                   |
| ۱۹۹۸      | Mavi Düşler رویاهای آبی                                                           | -                 | -                   |
| ۲۰۰۴      | Haziran Gecesi شب ژوئن                                                            | کامل              | ۵                   |
| ۲۰۰۵      | Eylül                                                                             | سید               | ۱-۵                 |
| ۲۰۰۶      | Gülpare                                                                           | هرزم توپراک       | ۱-۱۱                |
| ۲۰۰۷      | Gurbet Yolcuları مسافران غربت                                                     | یوسف              | ۱-۳                 |
| ۲۰۰۷-۲۰۰۸ | آشیانه گرگ‌ها: کمین                                                                | کابل(قابل) کاچگار | ۱-۵، ۱۰ ۱۶-۲۱ ۳۵-۳۷ |
| ۲۰۰۸      | Jack Hunter and the Quest for Akhenatens Tomb جک هانتر و تلاش برایگورستان اخناتون | ریاد              | سری دوم             |
| ۲۰۰۸      | Adanalı آدانالی                                                                   | -                 | -                   |
| ۲۰۱۱      | Nuri                                                                              | حبیب              | ۱-۳                 |
| ۲۰۱۱-۲۰۱۲ | Bir Kadın Tanıdım با یک خانمی آشنا شدم                                            | کارا مراد         | -                   |
| ۲۰۱۲-۲۰۱۳ | Yol Ayrımı چهارراه                                                                | -                 | -                   |
| ۲۰۱۳      | görüş günü kadınları                                                              | -                 | -                   |
| ۲۰۱۴      | Çırağan Baskını                                                                   | سیمون             | ۱-۴                 |
| ۲۰۱۴      | Reaksiyon واکنش                                                                   | فرهاد             | ۱-۵                 |
| ۲۰۱۵-۲۰۲۱ | راهزنان در دنیا حکومت نمی‌کنند                                                     | تیپی              | ۱-۱۹۲               |
| ۲۰۲۱      | Benim Hayatım زندگی من                                                            | Ökkes             | ۱-۶                 |

| فیلم‌ها | فیلم‌ها                                                  | فیلم‌ها        |
| سال    | نام                                                     | نقش           |
| ------ | ------------------------------------------------------- | ------------- |
| ۱۹۹۹   | Asansör آسانسور                                         | -             |
| ۲۰۰۵   | Tombala بینگو                                           | توپال سیفی    |
| ۲۰۰۹   | Erkek adam مَرد                                          | اراذل و اوباش |
| ۲۰۰۹   | Kanımdaki Barut در خون من باروت است                     | الیاس         |
| ۲۰۱۱   | Luks Otel هتل لوکس                                      | حقّی           |
| ۲۰۱۴   | Gittiler 'Sair ve Meçhul'                               | جوزف          |
| ۲۰۱۹   | Aman Reis Duymasın مبادا رئیس بشنوه (یه وقت رئیس نشنوه) | تیپی          |